# Distrito de Flacq
Flacq es uno de los distritos de Mauricio y está situado en el este de la isla. Su capital es la ciudad de Centre de Flacq. El distrito tiene una superficie de 298 km², y su población en el año 2000 era de 126,839 habitantes.
- Datos: Q911651
- Multimedia: Flacq District / Q911651